# Procompsognathus
Procompsognathus is wellicht een geslacht van dinosauriërs, behorend tot de vleesetende Theropoda. De enig benoemde soort is Procompsognathus triassicus. De plaatsing van het geslacht en de soort is omstreden, vooral doordat in het verleden vermoedelijk fossielen van verschillende diersoorten aan de soort zijn toegewezen.
Procompsognathus is een kleine roofsauriër die leefde gedurende het late Trias (middelste Keuper/ Norien; 216 tot 210 Ma). Procompsognathus is, als het een dinosauriër is, een van de vroegste dinosauriërs.

## Vondst en betekenis naam

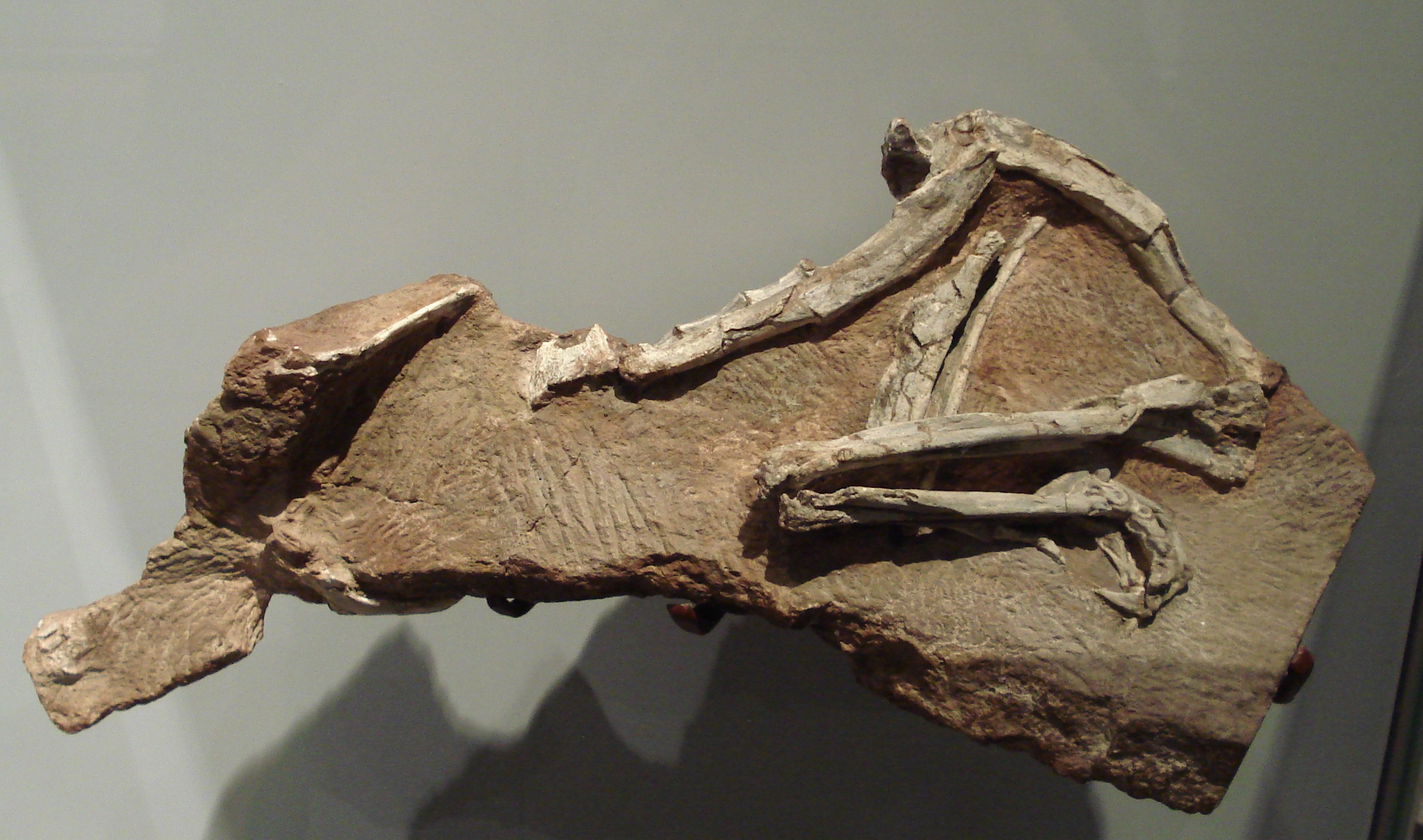
Een van de brokken steen, met de achterpoten van SMNS 12591

De naam Procompsognathus is in 1913 bedacht door zijn ontdekker Eberhard Fraas aan de hand van een slecht bewaard en incompleet skelet, dat in het voorjaar van 1909 in Württemberg (Zuid-Duitsland) werd gevonden bij Pfaffenhofen, bij de Weiße Steinbruch, de steengroeve van Albert Burrer op de noordhelling van de Stromberg, in lagen van de Stubensandstein. Het fossiel, holotype SMNS 12591, bestaat uit drie brokken. Eén daarvan toont een geplette schedel met onderkaken, zeven centimeter lang en wordt door sommigen SMNS 12591a genoemd. Een tweede en derde brok bevatten zes nekwervels, tien ruggenwervels, dertien staartwervels, ribben, de schoudergordel, elementen van een voorpoot, een darmbeen, twee schaambeenderen en de achterpoten. Het tweede en derde brok zijn vermoedelijk bij elkaar gevonden en stammen waarschijnlijk van eenzelfde individu, een volwassen exemplaar. Voor de schedel is dit betwist. Eerder, op 9 oktober 1911, had Fraas voor de soort in een lezing de naam Hallopus celerrimus gebruikt, echter zonder dat dit een voldoende beschrijving opleverde aangezien de volledige tekst niet gepubliceerd werd, zodat dit een nomen nudum bleef.
De geslachtsnaam Procompsognathus betekent "vóór Compsognathus", als aanduiding dat Procompsognathus een voorloper was van Compsognathus — overigens is het vrijwel onmogelijk dat er een afstammingsrelatie tussen beide bestaat. De soorten werden alleen met elkaar in verband gebracht omdat ze allebei erg klein waren. Het Griekse "kompsos" betekent elegant en "gnathos" betekent kaak. De soortaanduiding verwijst naar het Trias.
In 1921 wees Friedrich von Huene nog eens twee specimina uit dezelfde groeve toe die in 1908 bij elkaar waren gevonden: SMNS 12352, de rechtersnuit van een schedel met vijftien tanden, tweemaal langer dan de oorspronkelijke schedel, samen met de onderkaken; en SMNS 12352a, een linkerhand. Dit zou een enorme verwarring tot gevolg hebben.

## Beschrijving

### Algemene bouw, grootte en onderscheidende kenmerken
Procompsognathus is ongeveer 1,1 meter lang, 0,26 meter hoog op de heupen en één kg zwaar. Hij liep op zijn grote achterpoten met vier of vijf tenen waarvan drie dragend per poot, had kleine armen en een spitse snuit met vele scherpe tanden. Hij joeg vermoedelijk op grote insecten, kleine hagedissen en kleine zoogdieren.
De onderscheidende kenmerken van Procompsognathus zijn lastig vast te stellen omdat het niet geheel duidelijk is wat de directe verwanten zijn ten opzichte waarvan het dier zich dan moet onderscheiden. Is het verwant aan Coelophysis dan is er slechts één duidelijk verschillende eigenschap gevonden: het schouderblad is slanker.

### Schedel
De schedel van het holotype is volgens de meeste beschrijvers dermate platgedrukt dat de vorm ervan misleidend is: hij lijkt erdoor te veel op die van een krokodilachtige, laag en met een erg stompe snuit. Volgens anderen echter, is dit de echte vorm, zoals zou blijken uit de hoogte van het onbeschadigde quadratum. In ieder geval heeft de schedel in zijaanzicht veel weg van die van Compsognathus: hij is zeer langgerekt. Vóór een rechthoekige oogkas bevindt zich een langwerpige driehoekige uitholling met daarin twee openingen: achteraan een vrij kleine fenestra antorbitalis en vooraan een tamelijk grote fenestra maxillaris. De lijn van de bovenkaak is kaarsrecht, zonder een "knik" tussen het bovenkaaksbeen en de praemaxilla. In het bovenkaaksbeen zijn enkele tanden bewaard gebleven waarvan de voorste de grootste is. De tanden zijn dolkvormig en naar achteren gericht en gekromd. De achterrand van de oogkas is verticaal en recht. De onderkaken zijn laag en recht.

### Postcrania
Bij de postcrania van SMNS 12591, de delen achter de schedel, is de precieze indeling van de wervelkolom onduidelijk daar de voorste nek en de sacrale wervels niet bewaardgebleven zijn. Meestal wordt aangenomen dat de voorste vier halswervels ontbreken en er in totaal tien waren. Bij de ruggenwervels neemt de lengte geleidelijk naar achteren toe tot de negende die 16,8 millimeter lang is. De ruggenwervels zijn tweemaal zo lang als hoog. De staartwervels zijn langwerpig. De schoudergordel heeft een lengte van meer dan vier centimeter. Hoe lang de voorpoot is, kan niet worden vastgesteld omdat het opperarmbeen ontbreekt. De ellepijp is 34,2 millimeter lang. Meestal wordt aangenomen dat de hand vier vingers heeft; er is in ieder geval een vierde middenhandsbeen aanwezig.
In het bekken zijn de schaambeenderen vrij lang, tegen de negen centimeter, en breed; dit laatste is wel gezien als een basaal kenmerk. Op de bovenkant van het dijbeen steekt de trochanter minor opvallend naar voren uit. De dijbeenderen zijn met een lengte van 92,5/93,1 millimeter korter dan de 112,6 millimeter van het scheenbeen; dit duidt op een goed vermogen tot rennen. In de enkel zijn de bovenste tarsalia aan elkaar en aan het scheenbeen vergroeid, een teken dat het exemplaar ondanks de geringe afmetingen geen jong meer was. In de voet is de eerste digitus duidelijk gereduceerd met een kort eerste middenvoetsbeen van 10,7 millimeter. Het derde middenvoetsbeen is het langst met 69,4 millimeter; het vierde middenvoetsbeen met 68,8 millimeter nauwelijks korter. Traditioneel werd aangenomen dat er een vijfde teen was; een vijfde middenvoetsbeen van 23 millimeter is in ieder geval aanwezig. De tenen zijn tamelijk kort; de derde het langst met 52,7 millimeter. De voet als geheel is elegant en vogelachtig gebouwd.

## Fylogenie
Procompsoganthus is door de slechte conservering moeilijk bij andere groepen onder te brengen. Vaak wordt de naam zelfs als een nomen dubium beschouwd. Fraas ging ervan uit dat het een dinosauriër betrof, maar men wist toen niet een hoe grote variatie aan kleine archosauriërs het Trias kenmerkte. Problematisch bleef in hoeverre de oorspronkelijk door Fraas beschreven fossielen en de door von Huene toegewezen exemplaren werkelijk iets met elkaar te maken hadden. Von Huene stelde in 1932 dat het dier geen dinosauriër was maar een lid van de Pseudosuchia. De bouw van het postcraniaal skelet was daar echter slecht mee in overeenstemming. Meestal bleef men het dier zien als een theropode dinosauriër. Vanwege de krokodilachtige schedel en de hoge ouderdom, werd het vaak aangeduid als een van de meest "primitieve" theropoden.
In 1982 concludeerde John Ostrom, die Procompsognathus in detail bestudeerd had in het kader van zijn monografie uit 1978 over Compsognathus, dat er geen verband was tussen het holotype en de toegewezen specimina. In 1992 dacht Paul Sereno zelfs dat alleen SMNS 12591 in engere zin, dus het postcraniaal skelet, tot Procompsognathus behoorde en inderdaad een theropode betrof: al het overige materiaal behoorde tot Saltoposuchus connectens, geen dinosauriër maar een lid van de Sphenosuchia, een groep uit de ruimere Crocodylomorpha. Reeds von Huene meende in 1921 dat beide schedels nauwelijks van die van Saltoposuchus te onderscheiden waren. Dit is een hypothese die niemand meer zo verregaand aanhangt nadat Sankar Chatterjee haar al het jaar daarop weerlegde toen de schedel beter geprepareerd was: ook SMNS 12591a is een dinosauriër. David Allen dacht in 2004 dat Procompsognathus wel tot de Avemetatarsalia behoorde maar eveneens dat het geen dinosauriër was; een cladistische analyse die dit zou moeten bewijzen, is echter nooit door hem gepubliceerd. Allen vond dat de schedel veel minder beschadigd was als eerder aangenomen. Recente auteurs die Procompsognathus wel bij de dinosauriërs onderbrachten, Oliver Rauhut and Axel Hungerbuhler, zagen de soort als behorend tot de Coelophysoidea. Zij deden dat mede vanuit de mogelijkheid dat een ander fossiel, BMNH PV RU P77/1, dat wel duidelijk aan een dinosauriër behoort, aan Procompsognathus valt toe te wijzen. De wervels zijn vrij geavanceerd, de voeten en de ossa pubis hebben echter erg primitieve kenmerken. In 2006 en 2008 stelden Fabien Knoll en Rainer Schoch dat Sereno in zoverre gelijk had dat SMNS 12352 en SMNS 12352a van een of andere basale archosauriër afkomstig waren, wellicht een crocodylomorf. Het zou niet zeker zijn dat SMNS 12591 en SMNS 12591a bij elkaar hoorden: het skelet leek aan een coelophysoïde toe te behoren, maar de schedel aan een meer afgeleide vorm, wellicht een basaal lid van de Tetanurae gezien het mogelijke bezit van een fenestra maxillaris. In dat laatste geval zou het de oudste tetanuur zijn die bekend is. Knoll verbindt de naam Procompsognathus aan het postcraniaal skelet en geeft dit dus het inventarisnummer SMNS 12591 hoewel ze het niet formeel als lectotype heeft aangewezen; SMNS 12591a is dan de, wellicht nog als aparte soort te benoemen, schedel. In 2012 stelde Knoll na een CAT-scan dat SMNS 12352 een crocodylomorf was maar afweek van Saltoposuchus.
Baron Franz Nopcsa benoemde voor de soort in 1923 de onderfamilie Procompsognathinae; von Huene bracht de soort in 1929 zelfs in een eigen familie onder: de Procompsognathidae; Procompsognathus is zelf de enige soort gebleven die ooit aan beide taxa is toegewezen. In 1998 definieerde Sereno een klade Procompsognathinae, bestaande uit alle vormen die in de Coelophysidae nauwer verwant waren aan Procompsognathus dan aan Coelophysis, maar door de onzekerheid welk materiaal nu precies bij Procompsognathus hoort, is dit taxon bij uitstek ongeschikt om een klade op te verankeren en ook dit begrip werd hierom daarna nauwelijks nog gebruikt.
Opmerkelijk is dat Fraas in 1911 Procompsognathus met de oorsprong van de vogels in verband bracht, als een kleine tweevoetige vorm waarvan hij de lengte toen op zestig centimeter schatte en die hij een springende voortbeweging toeschreef. In 1913 was zijn schatting al toegenomen tot vijfenzeventig centimeter.

## Trivia
In het boek Jurassic Park sterft John Hammond als hij wordt aangevallen door een groepje procompsognathussen. In de film komt deze scène voor in the The Lost World: Jurassic Park met een ander persoon. Voor een dergelijk groepsgedrag bestaan overigens in het echt geen directe aanwijzingen. In de film zijn de Compies geen procompsognathi, maar compsognathi, zij het dat de soortnaam "Compsognathus triassicus" gebruikt wordt, waarbij dus de soortaanduiding van Procompsognathus wordt toegepast.